# Butte Saint-Sauveur
De Butte Saint-Sauveur of Mont-Saint-Sauveur is een heuvel van vulkanische oorsprong in Pitet, een gehucht van deelgemeente Fallais in gemeente Braives in de Belgische provincie Luik. De heuvel ligt aan de Rue Saint-Sauveur niet ver van de N64 ten zuidoosten van Fallais. 
Bij de ontginning van het gesteente van vulkanische oorsprong in de 19de eeuw werden er Romeinse en Merovingische graven ontdekt. 270 voorwerpen uit de graven, meestal gevonden door de steenkappers, worden bewaard in museum Grand Curtius in Luik.
Op de top van de heuvel is er een ruïne van de kapel Saint-Sauveur, een kerkje van middeleeuwse oorsprong. De latei met afbeelding van het Lam Gods bleef bewaard. Bij archeologisch onderzoek in de buurt van de kapel werden ook middeleeuwse graven gevonden.
De heuvel met de kapelruïne is geklasseerd als beschermd monument.

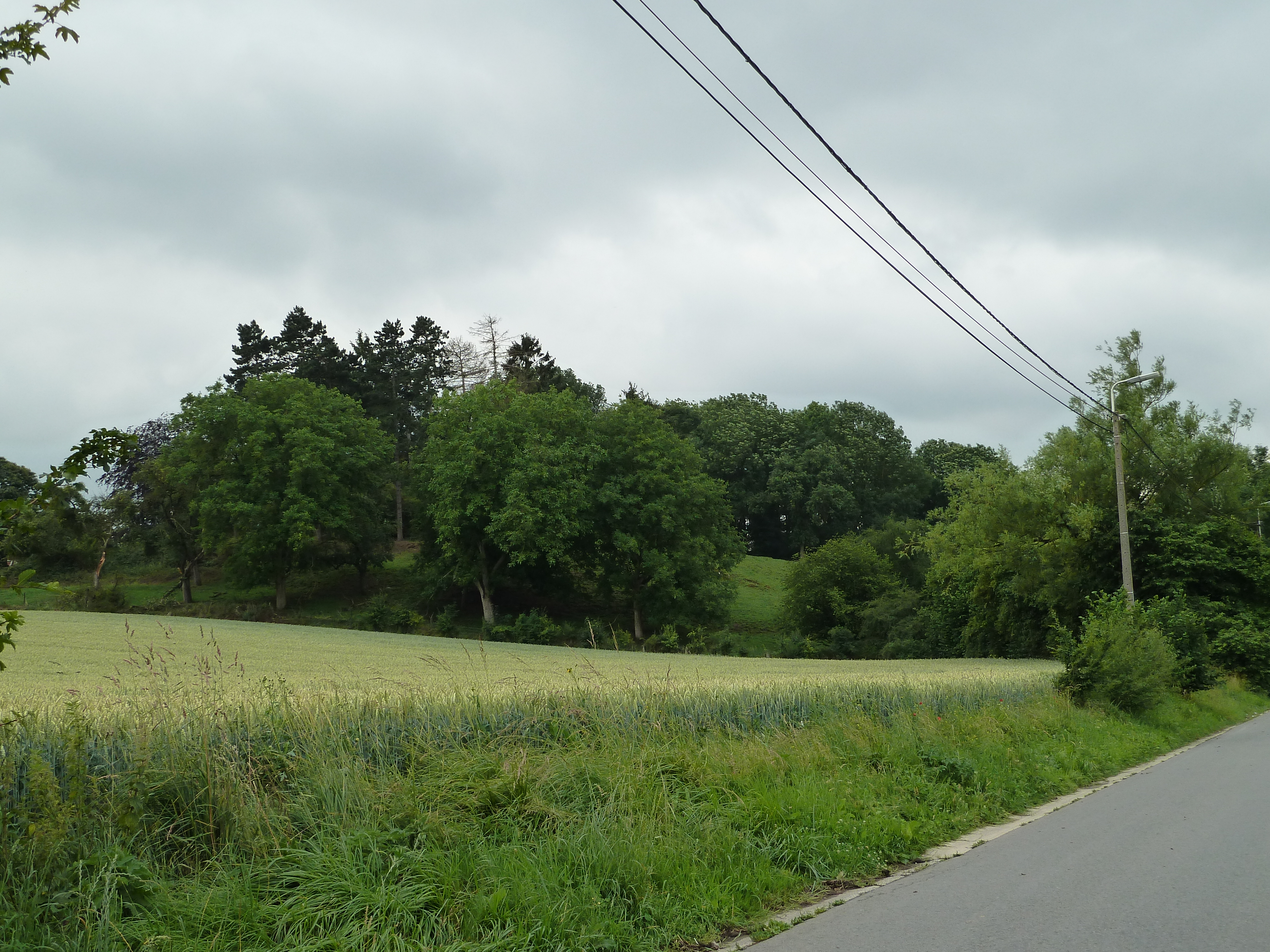
Butte Saint-Sauveur
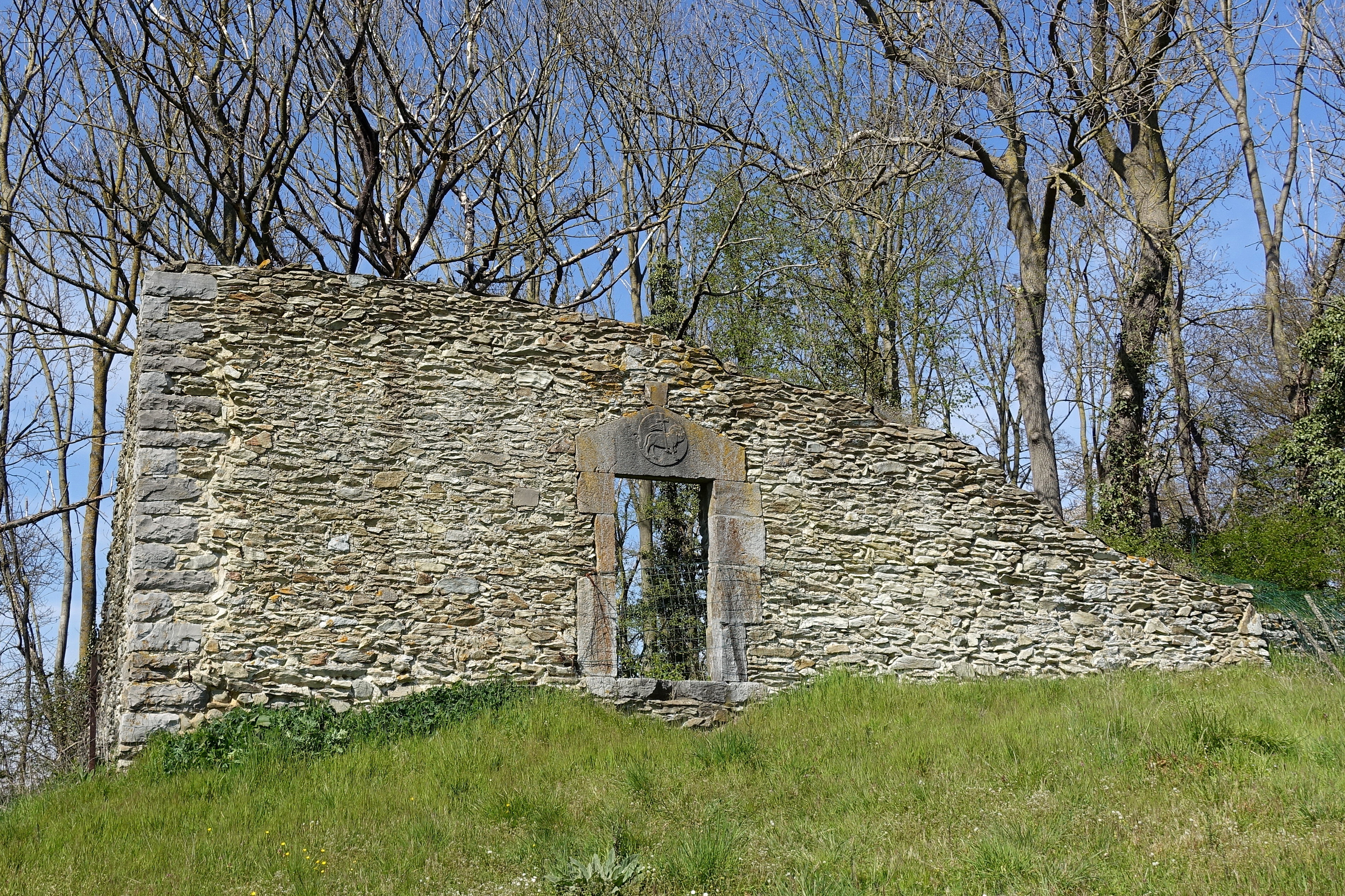
Ruïne van kapel Saint-Sauveur
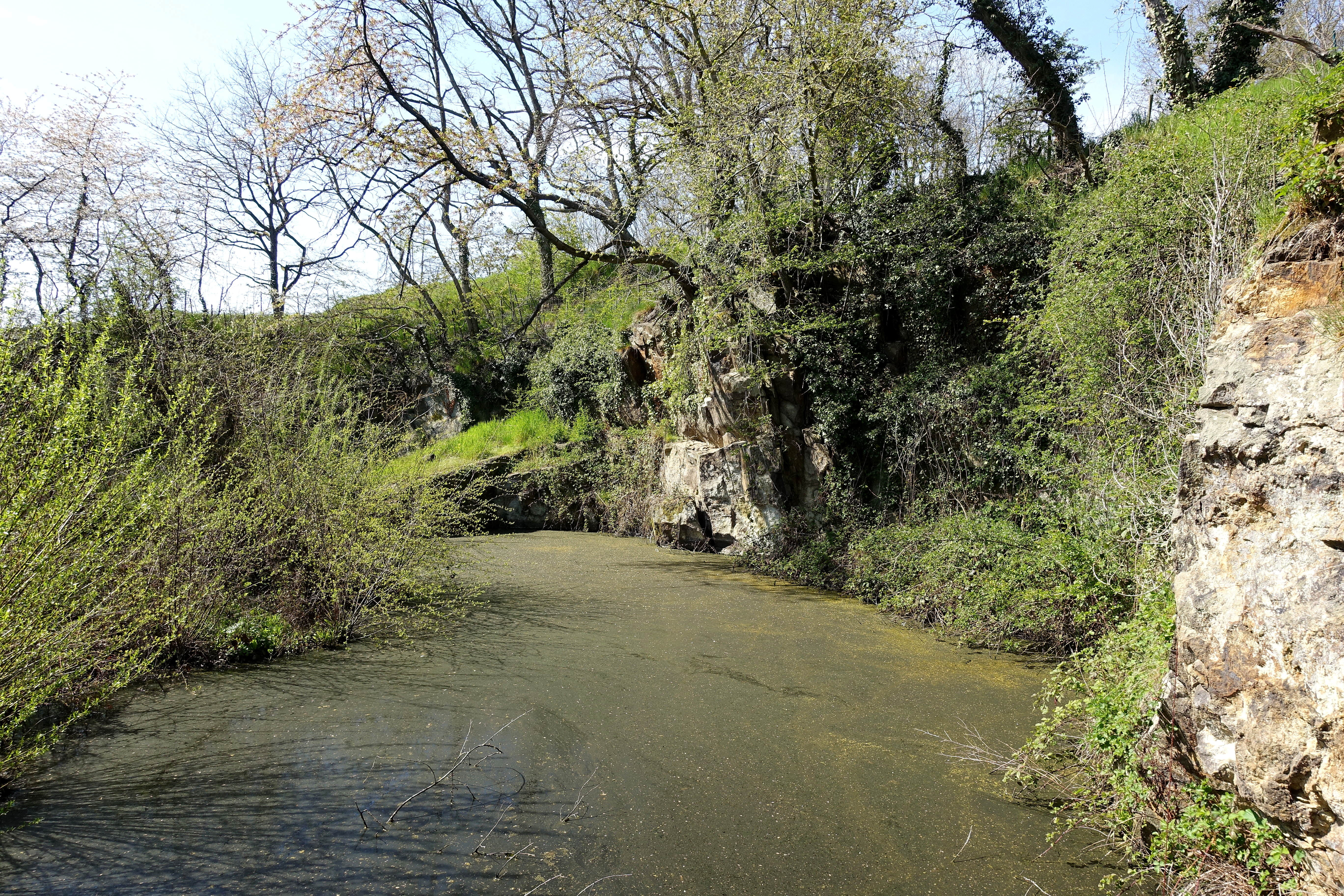
Steengroeve uit de 19de eeuw